# Jászay Pál
Jászay Pál (Abaújszántó, 1809. február 19. – Abaújszántó, 1852. december 29.) történész, oklevélkutató, nyelvtörténész, jogász, a Magyar Tudós Társaság levelező (1836), majd – az immár Magyar Tudományos Akadémia nevet viselő testület – rendes (1841) tagja, 1848-tól pedig a Bécsi Császári Tudományos Akadémia tagja. Főként a magyar állam kora újkori történetére vonatkozó oklevéltani kutatásokat végzett, számottevő forrásközlések és ‑feldolgozások fűződnek a nevéhez.

## Életútja
Nemesi családba született, Jászay József Abaúj vármegyei főúti igazgató és Thuróczy Katalin gyermekeként. Középiskolai tanulmányait a sárospataki református kollégiumban végezte egy rövid, a késmárki evangélikus líceumban töltött kitérővel (1823–1824), melynek célja a német nyelv elsajátítása volt. 1829 után jogi tanulmányokat folytatott. Először Komáromy István Abaúj vármegyei alispán mellett mint patvarista (joggyakornok), majd a pesti Királyi Ítélőtáblára került, ahol gróf Teleki József mellett volt jurátus. 1832-ben az országos kolerajárvány alatt elrendelt vesztegzár miatt 1832-ben három hónapra Nagykállón ragadt, és segédjegyzői hivatalt viselt. Miután 1832-ben Telekit a Magyar Udvari Kancellária tanácsosává nevezték ki, Jászay követte őt Bécsbe, s a kancellárián kapott fogalmazói, majd titkári beosztást. Itt dolgozott egészen 1848-ig, majd a Batthyány-kormány megalakulásától gróf Batthyány Lajos miniszterelnök mellett volt miniszteri titkár tanácsosi rangban. A szabadságharc leverését követően visszavonult szülőfalujába, Abaújszántóra, s hátralévő éveit történeti kutatásainak szentelte.

## Munkássága
Jogászi tevékenységének részeként lefordította és magyarázó jegyzetekkel látta el az osztrák jogtudós, Ignaz Wildner  által az 1840. évi országgyűlésnek benyújtott váltó- és hiteljogi ajánlásokat. Az 1843–1844. országgyűlésnek saját javaslatot terjesztett be a szabad királyi városok országgyűlési szavazati jogának biztosítása érdekében. 1828-tól vezetett naplóját a 19. század végén adták ki, benne számos művelődés- és politikatörténeti adalék található a korabeli jogászok életéről, a pozsonyi országgyűlésekről és a bécsi magyar kancellária mindennapjairól.
Tudományos munkásságának központjában az oklevélkutatás, illetve a történeti szövegek feltárása, feldolgozása és kiadása állt. Már iskolai tanulmányai és hivatali teendői mellett is kiterjedt levéltári kutatásokat végzett Sárospatakon, Pest-Budán, Nagykállón és Bécsben, s jelentős diplomatikai gyűjteményt állított össze jórészt 16–17. századi oklevelekből, oklevélmásolatokból. Az így összegyűjtött források pozitivista szemléletű feldolgozása során a középkori és kora újkori Magyar Királyság történeti áttekintését adta közre. Önálló történeti művei az 1840-es évektől, részben halála után jelentek meg. A mohácsi csata (1526) utáni időszakról szóló történeti művét (A magyar nemzet napjai a mohácsi vész után, Pest, 1846) a Magyar Tudós Társaság nagyjutalmával tüntették ki.
Az oklevéltan mellett a magyar nyelv történetével is foglalkozott, akadémiai székfoglalóját is e tárgyban tartotta 1842-ben (A’ magyar nyelv’ történetének vázlata). Részt vett a Magyar Tudós Társaság által kezdeményezett, a magyar szövegemlékek első nagy gyűjteményes kiadását megvalósító Régi Magyar Nyelvemlékek című sorozat megjelentetésében. Ennek során előbb a Bécsi kódex kiadásán dolgozott. 1839–1840-ben feldolgozta és magyarázó jegyzetekkel ellátva elsőként adta ki az 1466-ban keletkezett, magyar nyelvű evangéliumfordításokat tartalmazó Müncheni kódexet, amelyet ezért egy ideig Jászay-kódex néven tartott számon a tudomány. Kisebb történeti és nyelvtörténeti közleményei, forrásközlései 1837-től jelentek meg a Tudománytár, az Athenaeum, a Figyelmező és az Új Magyar Múzeum című folyóiratokban.
Műkedvelőként foglalkozott iparművészeti tárgyak készítésével és portréfestészettel is, a 19. században ismertek voltak a jogtudós Kövy Sándorról és József nádorról készített arcképei, illetve egy önarcképe is.

### Társasági tagságai és elismerései
Tudományos munkássága elismeréseként 1836. szeptember 10-én a Magyar Tudós Társaság levelező, 1841. szeptember 3-án pedig az immár Magyar Tudományos Akadémia nevet viselő testület rendes tagjává választották. Emellett 1848-tól a Bécsi Császári Tudományos Akadémia tagja is volt.

## Emlékezete
Az abaújszántói Helytörténeti Gyűjtemény állandó kiállításaként megtekinthető Jászay Pál történetíró emlékszobája. Abaújszántón a Jászay Pál tér is őrzi a jeles tudós és jogász emlékét.

## Főbb művei
- Kegyelmes királyi utasítás a váltóbíróságok számára. Pest: kilián. 1841.
- A’ magyar nyelv’ történetének vázlata. A’ Magyar Tudós Társaság’ Értekezései, VII. köt. (1843–1844 [!1846]) 261–297. o.
- A sz. k. városok szavazatjoga országgyűléseken. Pest: Heckenast. 1843.
- A magyar nemzet napjai a mohácsi vész után. Pest: Hartleben. 1846.
- A magyar nemzet napjai a legrégibb időtől az Arany Bulláig. Kiadta Toldy Ferenc. Pest: Emich. 1855.
- Jászay Pál naplója. Kiadta Czékus László. Irodalomtörténeti Közlemények, IV. évf. (1894) 1. sz. 86–101. o., 2. sz. 209–229. o., 3. sz. 360–377. o., 4. sz. 456–484. o.; V. évf. (1895) 1. sz. 95–108. o., 2. sz. 219–250. o., 3. sz. 366–378. o., 4. sz. 476–487. o.; VI. évf. (1896) 1. sz. 92–115. o., 2. sz. 239–245. o., 3. sz. 364–376. o., 4. sz. 482–496. o.; VII. évf. (1897) 1. sz. 109–117. o., 2. sz. 240–248. o., 3. sz. 362–368. o.

## További irodalom
- Bakonyi Béla: Jászay Pál történetíró életútja és munkái. Abaújszántó: Abaújszántó Nagyközség Önkormányzata. 1993.  ISBN 963-03-3577-8